# 大浜村 (長崎県)
大浜村（おおはまむら）は、長崎県南松浦郡にあった村。五島列島福江島の東部および男女群島を村域とした。1954年（昭和29年）に福江島東部の周辺各町村と合併し市制施行、福江市となった。
現在は五島市の一部となっている。

## 地理
五島列島福江島の東部と周辺島嶼部を主な村域とする。なお、東シナ海上に位置する男女群島も当村域のうちに含まれる。
- 島嶼：黄島、美漁島（びろうじま）、男島、女島
- 山：翁頭山、高岳
- 河川：増田川、一ノ川
- 港湾：富江湾

## 歴史
- 1889年（明治22年）4月1日 - 町村制施行により、南松浦郡大浜村が単独村制にて発足。
- 1928年（昭和3年）1月1日 - 男女群島の所属が富江町から当村に移る[1]。
- 1954年（昭和29年）4月1日 - 南松浦郡福江町、奥浦村、崎山村、本山村、大浜村が合併し市制施行。福江市が発足し、大浜村は自治体として消滅。

## 地名
郷を行政区域とする。大浜村は1889年の町村制施行時に単独で自治体として発足したため、大字は無し。
- 黄島郷（おうしま）
- 小泊郷
- 浜郷
- 増田郷

## 名所・旧跡
- ヘゴ自生北限地帯[2]